# Distretto di Maloja
Il distretto di Maloja è stato un distretto del Canton Grigioni, in Svizzera, fino alla sua soppressione avvenuta il 31 dicembre 2015. Dal 1º gennaio 2016 nel cantone le funzioni dei distretti e quelle dei circoli, entrambi soppressi, sono stati assunti dalle nuove regioni; il territorio dell'ex distretto di Maloja coincide con quello della nuova regione Maloja.
Il distretto confinava con i distretti di Hinterrhein, Albula, Prettigovia/Davos e Inn a nord, di Bernina a sud-est e con l'Italia (provincia di Sondrio in Lombardia) a est, sud ed ovest. Il capoluogo era Samedan. Il distretto di Maloja era il terzo distretto per superficie ed il quinto per popolazione del Canton Grigioni.

## Geografia antropica

### Suddivisioni amministrative

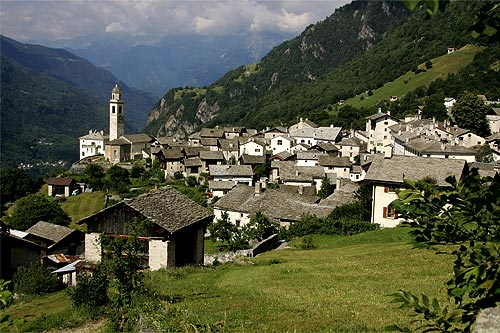
Soglio, Bregaglia

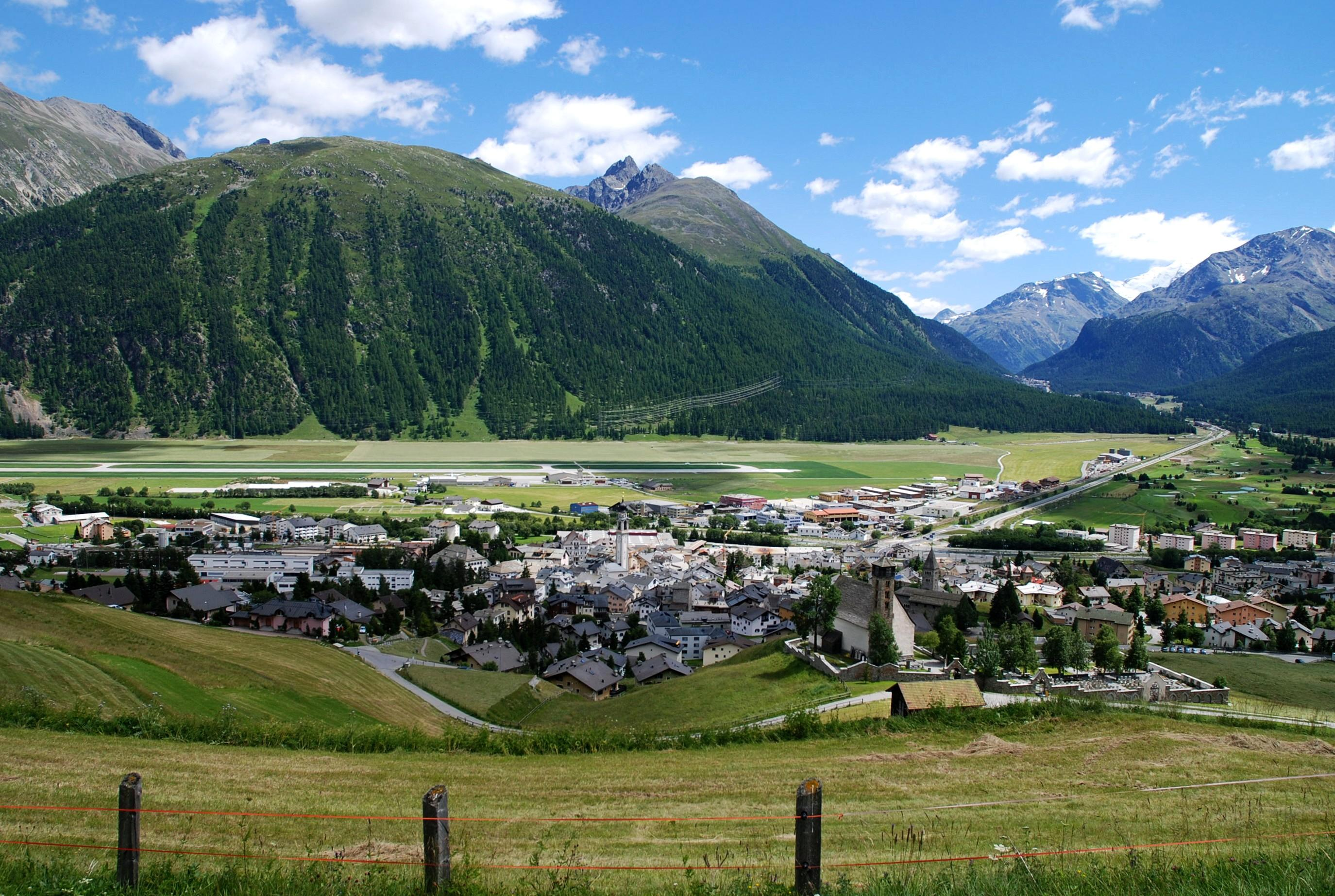
Samedan e il Muottas Muragl

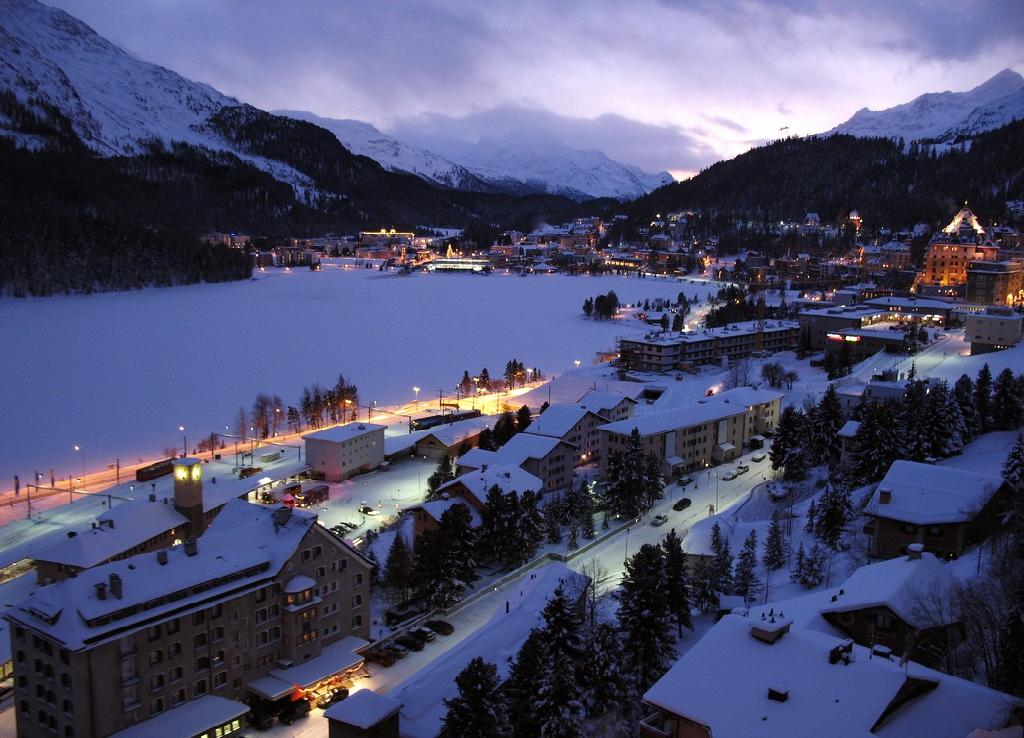
Sankt Moritz

Il distretto di Maloja era diviso in 2 circoli e 12 comuni:
| Circolo di Bregaglia | Circolo di Bregaglia | Circolo di Bregaglia | Circolo di Bregaglia |
| Stemma               | Nome del comune      | Abitanti 31-12-2016  | Superficie in km²    |
| -------------------- | -------------------- | -------------------- | -------------------- |
| Bregaglia            | Bregaglia            | 1537                 | 251.45               |

| Circolo dell'Engadina Alta | Circolo dell'Engadina Alta | Circolo dell'Engadina Alta | Circolo dell'Engadina Alta |
| Stemma                     | Nome del comune            | Abitanti 31-12-2016        | Superficie in km²          |
| -------------------------- | -------------------------- | -------------------------- | -------------------------- |
| Bever                      | Bever                      | 616                        | 45.75                      |
| Celerina/Schlarigna        | Celerina/Schlarigna        | 1499                       | 24.02                      |
| La Punt Chamues-ch         | La Punt Chamues-ch         | 745                        | 63.27                      |
| Madulain                   | Madulain                   | 216                        | 16.28                      |
| Pontresina                 | Pontresina                 | 2197                       | 118.19                     |
| Samedan                    | Samedan                    | 2980                       | 113.80                     |
| St. Moritz                 | Sankt Moritz               | 5084                       | 28.69                      |
| S-chanf                    | S-chanf                    | 694                        | 138.03                     |
| Sils im Engadin/Segl       | Sils im Engadin/Segl       | 714                        | 63.57                      |
| Silvaplana                 | Silvaplana                 | 1054                       | 44.77                      |
| Zuoz                       | Zuoz                       | 1214                       | 65.79                      |

## Variazioni amministrative

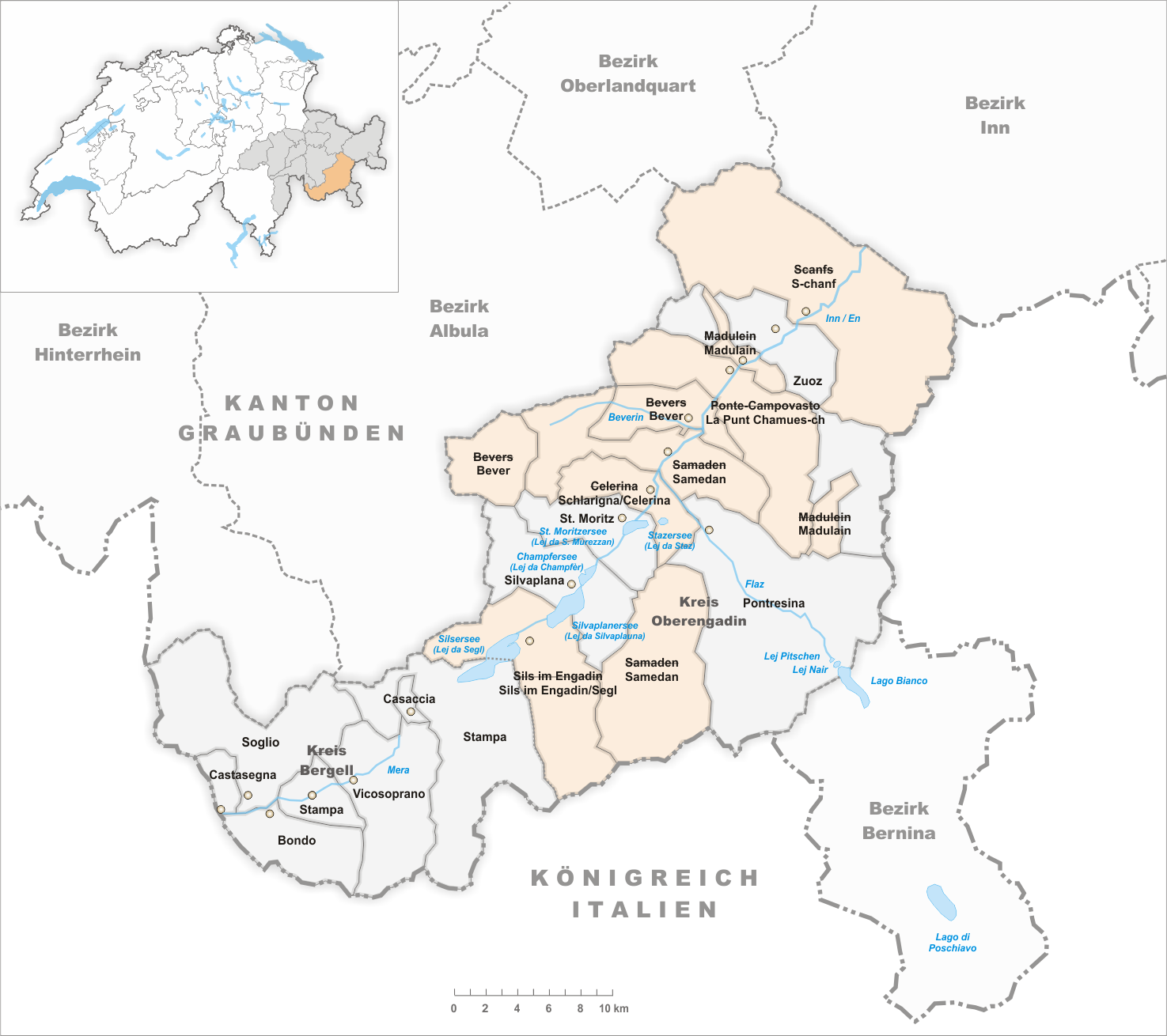
I comuni fino al 1942
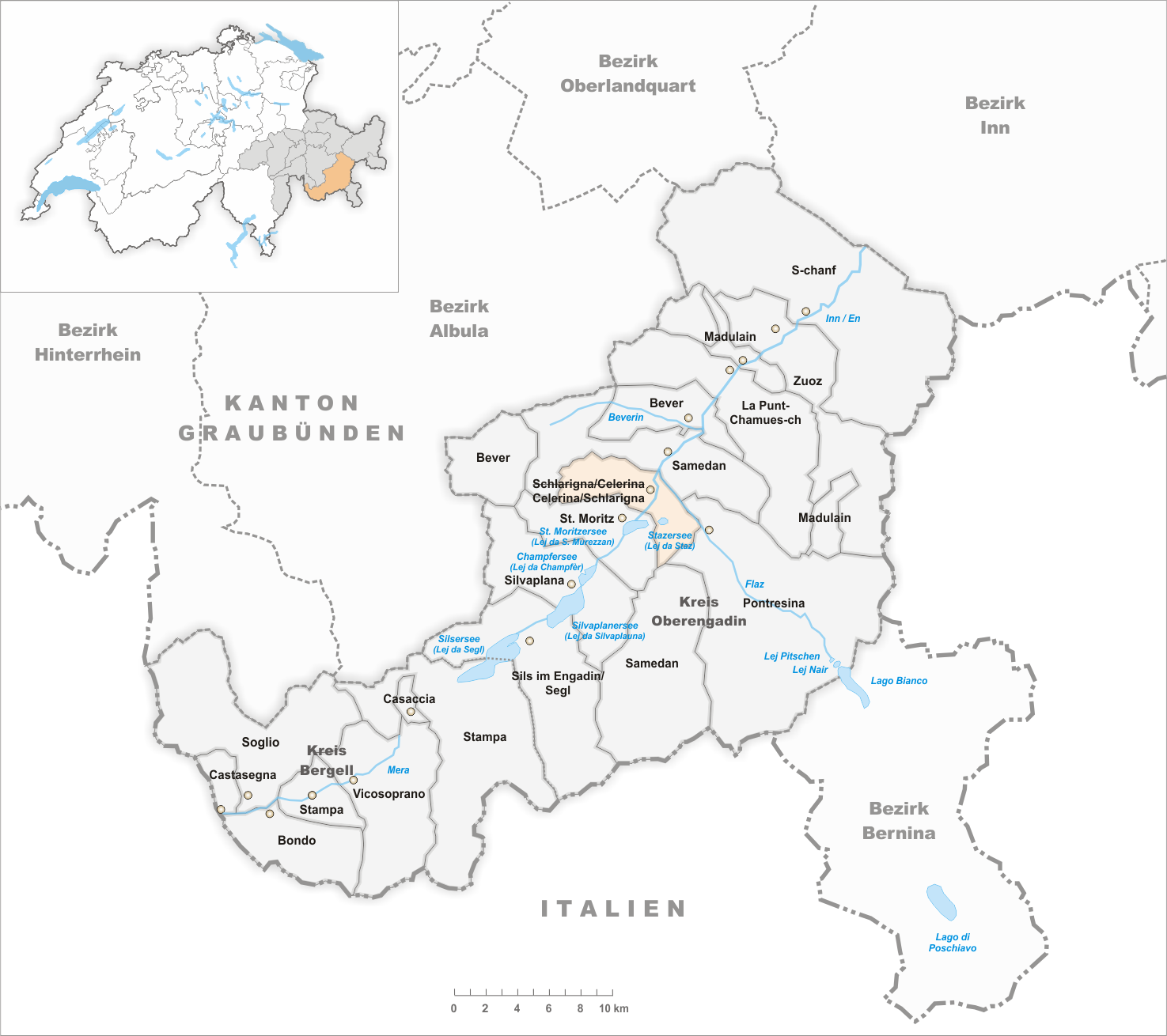
I comuni fino al 1949
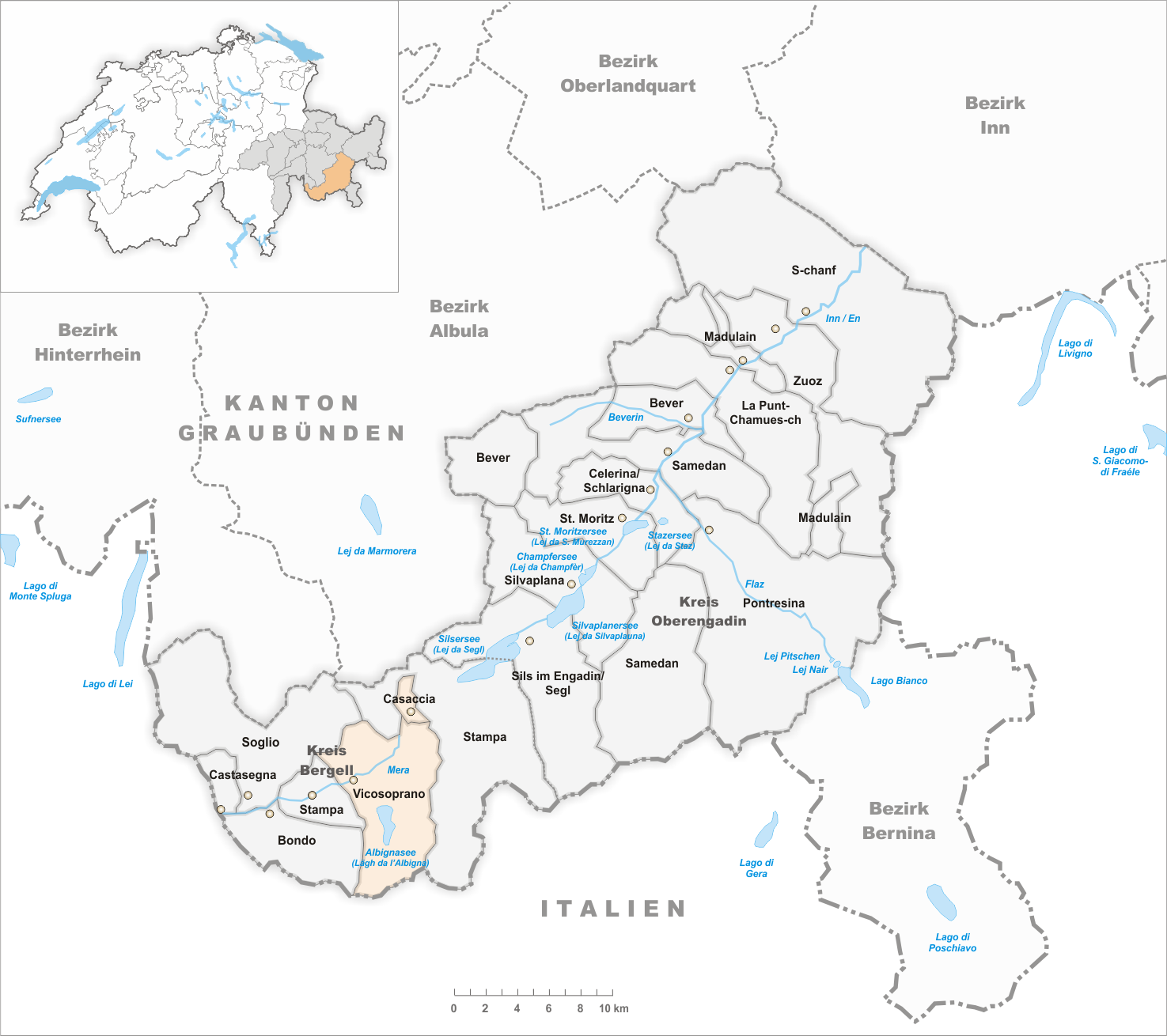
I comuni fino al 1970
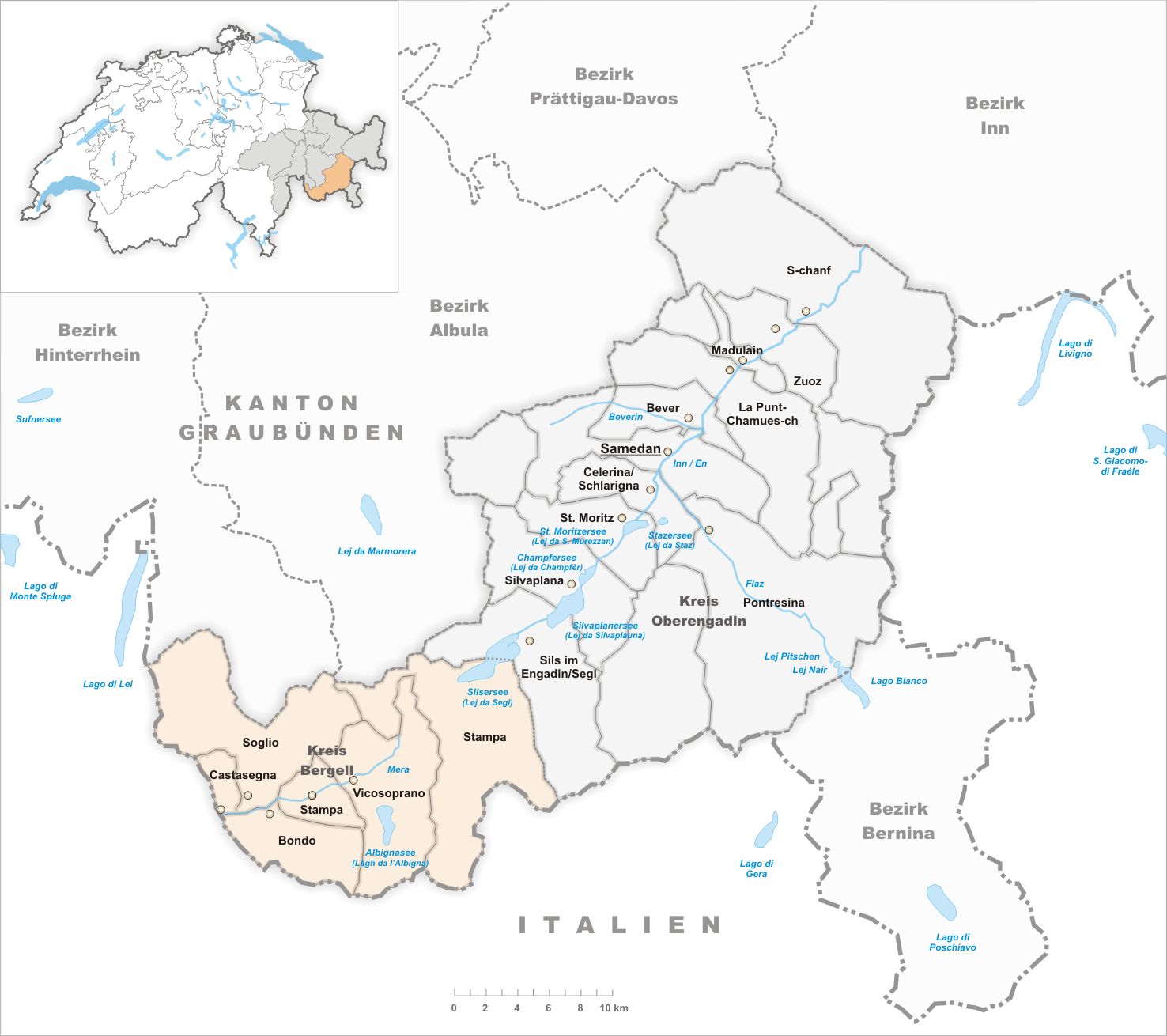
I comuni fino al 2009

- 1943: il comune di Scanfs cambia nome in S-chanf
- 1943: il comune di Madulein cambia nome in Madulain
- 1943: il comune di Ponte-Campovasto cambia nome in La Punt Chamues-ch
- 1943: il comune di Bevers cambia nome in Bever
- 1943: il comune di Celerina cambia nome in Schlarigna/Celerina
- 1943: il comune di Samaden cambia nome in Samedan
- 1943: il comune di Sils im Engadin cambia nome in Sils im Engadin/Segl
- 1950: il comune di Schlarigna/Celerina cambia nome in Celerina/Schlarigna
- 1971: il comune di Casaccia viene aggregato a Vicosoprano
- 2010: aggregazione dei comuni di Bondo, Castasegna, Soglio, Stampa e Vicosoprano nel nuovo comune di Bregaglia